# 李蒙 (美國華人)
李蒙（英語：Mona Lee Locke），女，美国电视记者，美国政治人物骆家辉的第二任妻子，已离婚。

## 生平
1986年，李蒙在美国加州大学读书期间获得“全美亚裔小姐”称号，此后在美国西北大学获得大众传播专业硕士，毕业后成为西雅图第五电视台记者兼主持人。1994年与华盛顿州金县县长骆家辉结婚，成为其第二任妻子，2015年离婚。

## 家庭
李蒙的父亲是李振亚（英語：Larry Lee），母亲王安玲。李振亚和王安玲从台湾移民美国。
李振亚的父亲是李定国（国民政府财务部常务次长李调生之次子），母亲是蓝妮，与李定国离婚后抛弃了李振亚等子女，成为孙科的情妇，与孙科生下私生女孫穗芬。以此关系，骆李蒙曾被不实宣传为“孙中山后人”，李蒙实际上与孙中山或孙科毫无关系。